# Rongerik
Rongerik (marš. Roúdik), atol od 17 otočića u sastavu Maršalovih Otoka, dio lanca Ralik.

## Zemljopis
Zajedno s Rongelapom (32 km istočno) i Ailinginaeom (93 km zapadno) čini mini skupinu atola na sjeveru lanca Ralik.
Okružuje lagunu površine 143,95 km2.